# Tiểu vương quốc Hồi giáo Afghanistan (1996–2001)
Tiểu vương quốc Hồi giáo Afghanistan (Tiếng Pashtun: د افغانستان اسلامي امارات, Da Afghanistan Islami Imarat, Tiếng Dari: امارت اسلامی افغانستان, Imarat-i Islami-yi Afganistan) được thành lập vào năm 1996 khi Taliban bắt đầu cai trị Afghanistan và kết thúc khi họ bị lật đổ vào năm 2001. Năm 2021, Nhà nước này được khôi phục và hiện tại đang quản lý lãnh thổ Afghanistan trên thực tế.

## Lịch sử
Taliban vốn phát sinh từ sự hỗn loạn của Afghanistan thời hậu Xô Viết. Nó bắt đầu như một phong trào chính trị - tôn giáo của trào lưu Hồi giáo chính thống bao gồm các môn đồ Hồi giáo madrasa ở miền nam Afghanistan. Đại đa số thành viên của phong trào Taliban là người dân tộc Pashtun, Taliban đã pha trộn luật lệ bộ lạc Pashtunwali với các yếu tố của lời giáo huấn Hồi giáo Deobandi để tạo thành một hệ tư tưởng chống phương Tây và chống hiện đại mà nó cai trị.
Taliban bắt đầu nhận được sự hỗ trợ từ nước láng giềng Pakistan cũng như từ Ả Rập Xê Út và Các Tiểu vương quốc Ả Rập Thống nhất (UAE). Trong khi đó, các nước như Hoa Kỳ và số khác chỉ đứng quan sát từ xa và hy vọng rằng phong trào mới này sẽ kết thúc cuộc nội chiến Afghanistan.
Khởi đầu từ Kandahar, Taliban cuối cùng đã chiếm được Kabul vào năm 1996. Đến cuối năm 2000, Taliban đã chiếm được gần 90% đất nước, ngoài sự chống đối từ thành trì nằm ở góc phía đông bắc tỉnh Badakhshan, dưới sự kiểm soát của Liên minh phương Bắc. Taliban tìm cách áp đặt một sự diễn giải luật Hồi giáo Sharia hà khắc nhất và sau đó có dính líu tới trong vai trò những người ủng hộ mujahideen (chiến binh thánh chiến), đáng chú ý nhất là việc chứa chấp mạng lưới Al -Qaeda của Osama bin Laden.
Trong suốt lịch sử năm năm của Tiểu vương quốc Hồi giáo, phần lớn dân chúng phải chịu đựng sự hạn chế về tự do và vi phạm nhân quyền. Phụ nữ bị cấm làm việc, các cô gái bị cấm đến trường học và trường đại học, phải mặc burqa ở nơi công cộng và tránh những lời lẽ tục tĩu. Bất cứ ai phản đối đều bị trừng phạt nghiêm khắc. Những người theo chế độ cộng sản cũ bị xử tử một cách hệ thống và những tên trộm bị trừng phạt bằng cách chặt một bàn tay hoặc bàn chân. Trong khi đó, Taliban đã thành công khi xóa bỏ phần lớn hoạt động sản xuất thuốc phiện chỉ trong năm 2001.
Sau những đối xử không nhân nhượng với cộng đồng thiểu số Shia Afghanistan, Iran bắt đầu tăng cường sự hỗ trợ cho Liên minh phương Bắc. Năm 1998, quan hệ Taliban-Iran ngày càng tồi tệ, sau khi lực lượng Taliban chiếm giữ lãnh sự quán Iran ở Mazar-i-Sharif và xử tử các nhà ngoại giao Iran. Sau sự cố này, Iran dọa sẽ xâm lược Afghanistan bằng cách điều động lực lượng quân sự gần biên giới Afghanistan nhưng sự can thiệp của Hội đồng Bảo an Liên Hợp Quốc và Mỹ đã ngăn chiến tranh nổ ra.

## Quan hệ quốc tế
Chỉ có Pakistan, Ả Rập Xê Út và Các Tiểu vương quốc Ả Rập Thống nhất (UAE) là công nhận chính phủ Taliban. Nhà nước này đã không được Liên Hợp Quốc công nhận. Riêng trường hợp Turkmenistan được biết là đã tổ chức cuộc họp chính thức và thỏa thuận với các bộ trưởng của chính phủ Taliban.
Một lý do cho sự thiếu công nhận quốc tế là sự coi thường nhân quyền của Taliban, như đã chứng minh bằng hành động nắm quyền của họ. Một trong những hành động đầu tiên của Taliban sau khi cướp chính quyền là xử tử cựu Tổng thống Cộng hòa Dân chủ Afghanistan, Mohammad Najibullah. Ngay cả trước khi Taliban đã nắm quyền kiểm soát thủ đô Kabul, họ vẫn tiến hành bắt giữ Najibullah. Vì lúc đó Najibullah đang sinh sống trong khuôn viên của văn phòng Liên Hợp Quốc ở Kabul, nên được coi là một sự vi phạm luật pháp quốc tế. Như một ví dụ nữa, chế độ Taliban cũng bị chỉ trích nặng nề vì tội giết nhà ngoại giao Iran ở Afghanistan vào năm 1998. Taliban còn hỗ trợ các chiến binh Hồi giáo đang hoạt động tại Chechnya và Tân Cương nên cũng làm mất lòng người Nga và nước Cộng hòa Nhân dân Trung Hoa.
Vào năm 2013, Taliban cho mở văn phòng tại Qatar, với mục tiêu bắt đầu cuộc đàm phán giữa chính họ với Hoa Kỳ và Cộng hòa Hồi giáo Afghanistan. Một cuộc xung đột đã xảy ra sau khi văn phòng treo cờ trắng của Tiểu vương quốc Hồi giáo Afghanistan cũ, với Ngoại trưởng Mỹ John Kerry nói rằng văn phòng có thể bị đóng cửa nếu không có một "bước tiến" trong các cuộc đàm phán hòa bình.

### Các tượng Phật tại Bamyan
Năm 1999, Mullah Omar đã ban hành một sắc lệnh bảo vệ các bức tượng Phật tại Bamyan, hai bức tượng khổng lồ của thế kỷ thứ 6 của các vị phật đứng được chạm khắc vào một bên của một vách đá trong thung lũng Bamyan ở vùng Hazarajat thuộc miền trung Afghanistan.
Nhưng vào tháng 3 năm 2001, các bức tượng đã bị Taliban của Mullah Omar phá hủy sau khi có sắc lệnh do ông ban hành. Nhà lãnh đạo tối cao Taliban, Mullah Omar đã giải thích lý do tại sao ông ra lệnh phá hủy các bức tượng trong một cuộc phỏng vấn:
Tôi không muốn phá hủy Phật Bamiyan. Trên thực tế, một số người nước ngoài đã đến gặp tôi và nói rằng họ muốn tiến hành công việc sửa chữa Đức Phật Bamiyan đã bị hư hại nhẹ do mưa. Điều này làm tôi sốc. Tôi nghĩ, những người nhẫn tâm này không quan tâm đến hàng ngàn con người còn sống - những người Afghanistan đang chết đói, nhưng họ rất quan tâm đến những vật thể không sống như Đức Phật. Điều này là vô cùng đáng trách. Đó là lý do tại sao tôi ra lệnh phá hủy nó. Nếu họ đến vì công việc nhân đạo, tôi sẽ không bao giờ ra lệnh hủy diệt Đức Phật.

Sau đó, Đại sứ Taliban, Sayed Rahmatullah Hashemi cũng nói rằng việc phá hủy các bức tượng được thực hiện bởi Hội đồng học giả sau khi một chuyên gia về di tích của Thụy Điển đề nghị khôi phục lại đầu của các bức tượng. Hashimi được báo cáo rằng: "Khi hội đồng trưởng Afghanistan yêu cầu họ cung cấp tiền để nuôi trẻ em thay vì sửa chữa các bức tượng, họ đã từ chối và nói," Không, tiền chỉ dành cho các bức tượng, không dành cho trẻ em". Do đó, họ đã đưa ra quyết định phá hủy các bức tượng".
Điều này đã thúc đẩy sự phản đối quốc tế từ các quốc gia như Nhật Bản, Ấn Độ, Sri Lanka, Hàn Quốc, Nepal, Iran, Qatar và Nga. Ngay cả Ả Rập Saudi và UAE, cả hai đều nằm trong số ba quốc gia công nhận Tiểu vương quốc Hồi giáo Afghanistan, lên tiếng phản đối. Chi nhánh Ả Rập của UNESCO, một cơ quan văn hóa và giáo dục của Liên Hợp Quốc, đã coi sự hủy diệt là "man rợ".

## Biện pháp trừng phạt
Ngày 15 tháng 10 năm 1999, Hội đồng Bảo an Liên Hợp Quốc thành lập một cơ chế trừng phạt bao gồm các cá nhân và các tổ chức liên kết với Al-Qaeda, Osama bin Laden hoặc Taliban. Kể từ sau khi Mỹ lật đổ Taliban vào năm 2001, các biện pháp trừng phạt đã được áp dụng cho các cá nhân và tổ chức ở khắp mọi nơi trên thế giới, cũng nhắm mục tiêu đến các cựu thành viên của chính quyền Taliban.
Ngày 27 tháng 1 năm 2010, một ủy ban trừng phạt của Liên Hợp Quốc đã loại bỏ năm cựu quan chức cấp cao Taliban ra khỏi danh sách này, trong một động thái ủng hộ của Tổng thống Afghanistan Hamid Karzai. Quyết định có nghĩa là năm người này sẽ không còn phải chịu một lệnh cấm du lịch quốc tế, tài sản đóng băng và cấm vận vũ khí. Cả năm quan chức dưới đây đều là các thành viên cấp cao của chính phủ Taliban: 
- Wakil Ahmad Muttawakil, cựu Bộ trưởng ngoại giao.
- Fazal Mohammad, nguyên thứ trưởng Bộ thương mại.
- Shams-us-Safa Aminzai, cựu nhân viên báo chí ngoại giao Taliban.
- Mohammad Musa Hottak, nguyên thứ trưởng Bộ kế hoạch.
- Abdul Hakim, nguyên thứ trưởng Bộ các vấn đề biên giới.

Tất cả đã được thêm vào danh sách trong tháng Giêng hoặc tháng 2 năm 2001. Mohammed Omar tiếp tục phát ngôn trên danh nghĩa của Tiểu vương quốc này.

## Quân đội dưới chế độ Taliban

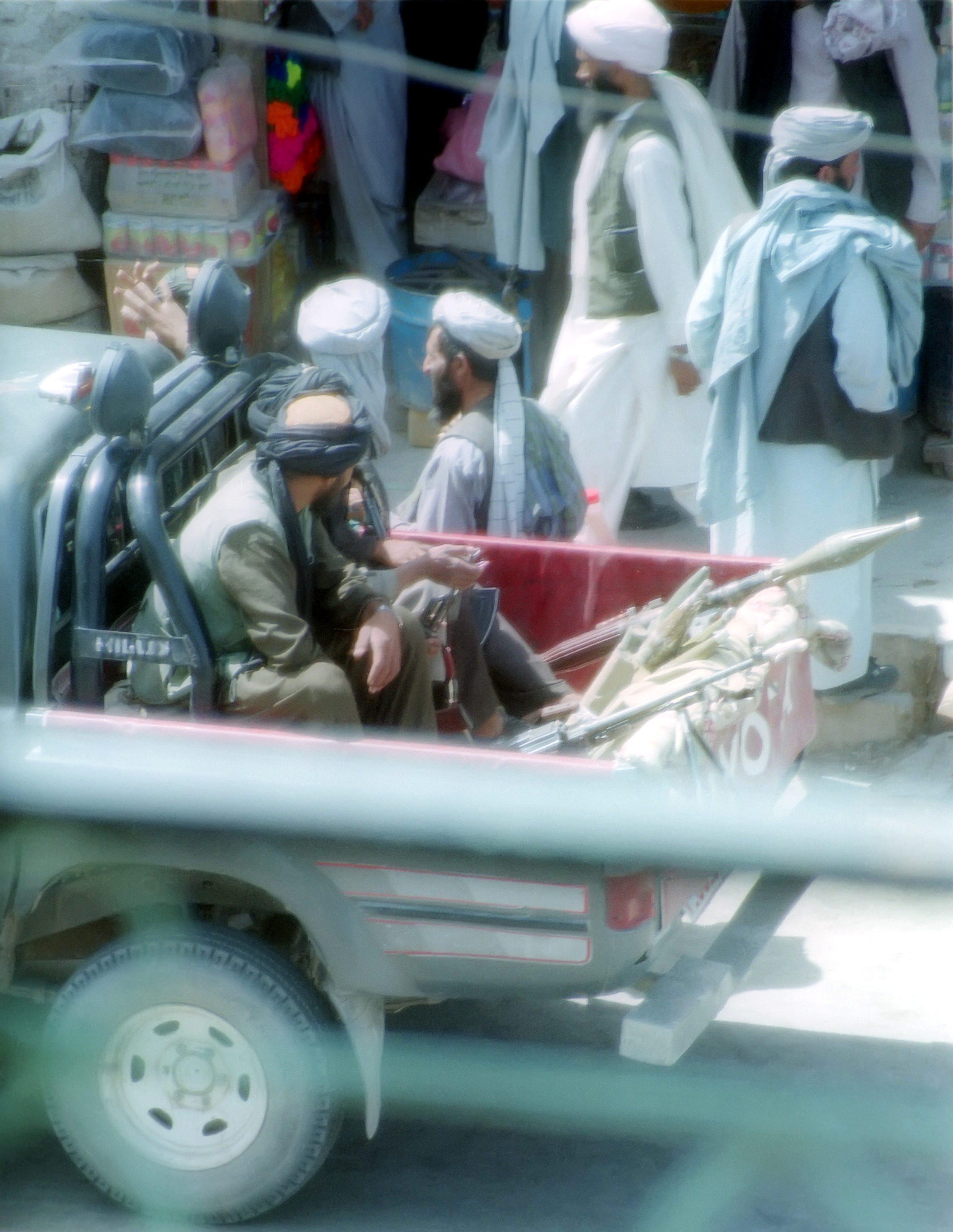
Các chiến binh Taliban tuần tra trên đường phố Herat, ngày 15 tháng 7 năm 2001

Taliban còn duy trì một lực lượng quân sự của họ trong giai đoạn kiểm soát đất nước. Quân đội Taliban sở hữu hơn 400 xe tăng T-54/55 và T-62 và hơn 200 xe bọc thép chở quân. Không quân Afghanistan dưới thời Taliban sở hữu năm máy bay tiêm kích phản lực MIG-21MF và 10 máy bay ném bom Sukhoi-22. Năm 1995, trong sự cố Airstan, một chiến đấu cơ của Taliban đã bắt giữ một chiếc vận tải cơ của Nga. Họ cũng giữ sáu chiếc trực thăng Mil Mi-8, năm chiếc Mi-35, năm chiếc L-39C, sáu chiếc An-12, 25 chiếc An-26, 12 chiếc An-24/32, một chiếc IL-18 và một chiếc Yakovlev.
Cục Hàng không Dân dụng của họ có hai máy bay Boeing 727A/B, một chiếc Tu-154, năm chiếc An-24 và một chiếc DHC-6.

### Chế độ quân dịch
Theo lời khai của những tù nhân ở Guantanamo trước Tòa án xét duyệt tình trạng chiến binh của họ, Taliban, ngoài việc buộc đàn ông phải phục vụ như những người lính, còn buộc đàn ông làm nhân viên hành chính.

## Nền kinh tế

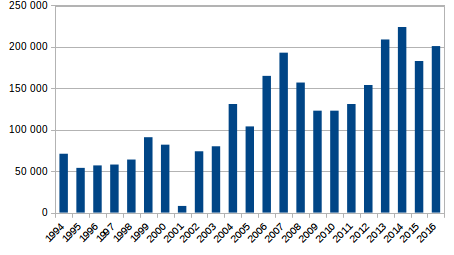
Diện tích trồng cây thuốc phiện ở Afghanistan, giai đoạn 1994-2016 (ha). Trước khi Taliban bị lật đổ năm 2001, sản lượng thuốc phiện đã giảm 96%.

Các thị trường tiền tệ Kabul đã phản ứng tích cực trong những tuần đầu tiên của sự chiếm đóng Taliban. Nhưng đồng Afghani Afghanistan đã sớm mất giá trị. Họ áp thuế 50% đối với bất kỳ công ty nào hoạt động trong nước và những người không trả tiền đã bị tấn công. Họ cũng áp thuế nhập khẩu 6% đối với bất kỳ thứ gì được đưa vào nước này, và đến năm 1998 đã kiểm soát các sân bay lớn và cửa khẩu biên giới cho phép họ thiết lập độc quyền trên tất cả các giao dịch. Đến năm 2001, thu nhập bình quân đầu người của 25 triệu dân dưới 200 đô la, và đất nước này gần như sụp đổ kinh tế hoàn toàn. Kể từ năm 2007, nền kinh tế đã bắt đầu phục hồi, với dự trữ ngoại tệ ước tính ba tỷ đô la và tăng trưởng kinh tế tăng 13%.
Nhờ hiệp ước quá cảnh giữa Afghanistan và Pakistan, một mạng lưới lớn để buôn lậu được phát triển. Nó có doanh thu ước tính 2,5 tỷ đô la và Taliban nhận được từ 100 đến 130 triệu đô la mỗi năm. Các hoạt động này cùng với thương mại từ Lưỡi liềm vàng đã tài trợ cho cuộc chiến ở Afghanistan và cũng có tác dụng phụ là phá hủy các ngành công nghiệp khởi nghiệp ở Pakistan. Ahmed Rashid cũng giải thích rằng Thương mại quá cảnh Afghanistan được Pakistan đồng ý là "nguồn thu chính thức lớn nhất cho Taliban."
Giữa năm 1996 và 1999, Mullah Omar đã đảo ngược ý kiến của mình về việc buôn bán ma túy, dường như nó chỉ gây hại cho các kafir. Taliban kiểm soát 96% các cánh đồng thuốc phiện của Afghanistan và biến thuốc phiện thành nguồn thuế lớn nhất. Thuế đánh vào thuốc phiện xuất khẩu trở thành một trong những yếu tố chính của thu nhập Taliban và nền kinh tế chiến tranh của họ. Theo Rashid, "tiền ma túy đã tài trợ vũ khí, đạn dược và nhiên liệu cho chiến tranh." Trên tờ The New York Times, Bộ trưởng Tài chính của Mặt trận Thống nhất, Wahidullah Sabawoon, tuyên bố Taliban không có ngân sách hàng năm nhưng họ " dường như chi 300 triệu đô la Mỹ một năm, gần như tất cả trong số đó cho chiến tranh. " Ông nói thêm rằng Taliban đã ngày càng dựa vào ba nguồn tiền: "thuốc phiện, người Pakistan và bin Laden."
Tuy nhiên, vì điều kiện kinh tế, dường như ông không có nhiều sự lựa chọn, do cuộc chiến tiêu hao tiếp diễn với Liên minh phương Bắc, thu nhập từ việc sản xuất thuốc phiện tiếp tục là tất cả giúp đất nước không bị đói. Đến năm 2000, Afghanistan chiếm khoảng 75% nguồn cung của thế giới và năm 2000 đã tăng khoảng 3276 tấn thuốc phiện từ việc trồng cây thuốc phiện trên 82.171 ha. Vào thời điểm này, Omar đã thông qua một nghị định cấm trồng thuốc phiện và sản lượng giảm xuống còn khoảng 74 tấn trên diện tích 1.685 ha. Nhiều nhà quan sát cho rằng lệnh cấm được đưa ra để đổi lại sự công nhận quốc tế tại Liên Hợp Quốc - chỉ được ban hành để tăng giá thuốc phiện và tăng lợi nhuận từ việc bán các kho dự trữ lớn hiện có. Năm 1999 đã mang lại một vụ mùa kỷ lục và vụ thu hoạch 2000 thấp hơn nhưng vẫn còn lớn. Việc buôn bán hàng tồn kho tích lũy của Taliban tiếp tục vào năm 2000 và 2001. Năm 2002, Liên Hợp Quốc đã đề cập đến "sự tồn tại của một lượng lớn thuốc phiện tích lũy trong những năm trước của vụ mùa bội thu." Vào tháng 9 năm 2001 - trước ngày 11 tháng 9 các cuộc tấn công chống lại Hoa Kỳ - Taliban được cho là đã cho phép nông dân Afghanistan gieo hạt thuốc phiện một lần nữa.
Ngoài ra còn có một sự cố môi trường đối với đất nước, nạn phá rừng nặng nề từ việc buôn bán gỗ bất hợp pháp với hàng trăm mẫu rừng thông và gỗ tuyết tùng ở tỉnh Kunar và Paktya bị chặt phá. Trên khắp đất nước, hàng triệu mẫu Anh đã bị phá để cung cấp gỗ cho thị trường Pakistan mà không có nỗ lực tái trồng rừng, đã dẫn đến thiệt hại đáng kể về môi trường. Đến năm 2001, khi Cơ quan lâm thời Afghanistan nắm quyền lực, cơ sở hạ tầng của đất nước bị hủy hoại, Viễn thông đã tê liệt, mạng lưới đường bộ bị phá hủy và các tòa nhà của Bộ Tài chính rơi vào tình trạng xuống cấp, một số đang trên bờ vực sụp đổ. Vào ngày 6 tháng 7 năm 1999, tổng thống Bill Clinton đã ký vào lệnh hành pháp có hiệu lực 13129. Lệnh này đã thực thi lệnh cấm hoàn toàn đối với bất kỳ giao dịch nào giữa Mỹ và chế độ Taliban và vào ngày 10 tháng 8, họ đã đóng băng 5.000.000 bảng tài sản Ariana. Vào ngày 19 tháng 12 năm 2000, nghị quyết 1333 của Liên Hợp Quốc đã được thông qua. Nó kêu gọi tất cả các tài sản cần bị đóng băng và cho tất cả các bang đóng cửa bất kỳ văn phòng nào thuộc Taliban. Điều này bao gồm các văn phòng của Ariana Afghan Airlines. Năm 1999, Liên Hợp Quốc đã thông qua nghị quyết 1267 đã cấm tất cả các chuyến bay quốc tế của Ariana ngoài các nhiệm vụ nhân đạo được phê duyệt trước.